# 索夫里诺
索夫里诺（羅馬化：Sofrino）是俄罗斯莫斯科州的市级镇，属州辖市普希金诺市（城市区），地处莫斯科州北部，在区行政中心普希金诺及州府莫斯科东北方，北侧有市级镇阿舒基诺。塔利察河（Талица，沃里亚河支流）及其一支流马霍尔卡河（Махорка）流经该镇。镇内设有同名铁路车站。
该地2021年人口有14,517人；2010年人口15,771；2002年人口15,481；1989年人口11,866。